# Cinémathèque de Grèce
La cinémathèque de Grèce (grec moderne : Ταινιοθήκη Της Ελλάδος) est un organisme culturel grec à but non lucratif dont les buts sont «  la recherche, le regroupement, la conservation et la diffusion du patrimoine cinématographique grec et mondial ». Fondé officiellement en 1963, la cinémathèque installée à Athènes abrite un musée, deux salles de projection et de très nombreuses archives cinématographiques.

## Histoire
La cinémathèque de Grèce date des années 1950. Sa naissance officieuse remonterait au 22 novembre 1950 avec la projection, salle Parnassos, du Corbeau de Clouzot à l'initiative des critiques réunis dans l'Association panhellénique des critiques de cinéma décidèrent la création du Ciné-club d'Athènes, base de la future cinémathèque. Aglaia Mitropoulou, à l'origine de cette projection entreposait alors les bobines dans diverses pièces de son appartement. La cinémathèque s'installa ensuite dans des locaux plus grands dans le quartier de Kolonáki, rue Kanari, dans le Megaron Deligiorgi. Le décret royal 105/1963 de 1963 donna naissance officiellement à la structure, alors appelée Archives de Films de Grèce- Cinémathèque de Grèce. Aglaia Mitropoulou en fut d'abord la secrétaire puis la présidente. Son amitié avec Henri Langlois lui permit d'obtenir le soutien de la cinémathèque française qui lui prêta des films afin d'organiser des festivals. La présidente s'intéressait à tous les cinémas, ainsi, elle organisa à Athènes les premières projections européennes des films de Yasujirō Ozu,.

## La cinémathèque aujourd'hui
En 2009, la secrétaire générale de la cinémathèque était la professeur des universités spécialiste du cinéma, Maria Komninou, la fille d'Aglaia Mitropoulou. Cette année-là, la cinémathèque s'installa dans un bâtiment dédié, à Gázi où elle dispose de deux salles et d'un musée en plus de l'espace pour ses collections, dans les locaux de l'ancien cinéma Laïs. La cinémathèque de Grèce abrite plus de 10 000 films (longs-métrages, courts-métrages, documentaires, archives professionnelles ou films familiaux). 3 300 sont des longs-métrages non-grecs. Grâce à ses ateliers de restauration installés à Agía Paraskeví, la cinémathèque a entamé la restauration des films les plus importants de l'histoire du cinéma du pays, en commençant par Les Aventures de Vilar de 1927,.